# Sympetrum dilatatum
Sympetrum dilatatum foi uma espécie de libelinha da família Libellulidae. Foi endémica da Santa Helena (território). 